# Vladimir Korolenko
Vladimir Galaktionovich Korolenko (Em Russo: Владимир Галактионович Короленко Ucraniano: Володимир Галактіонович Короленко; Jitomir, 27 de julho de 1853 - Poltava, 25 de dezembro de 1921) foi um contista, jornalista e ativista dos direitos humanos russo e ucraniano. Seus escritos são conhecidos por sua secura, devida em grande parte à sua experiência de exilado na Sibéria. Grande crítico do regime Czarista, também foi crítico mordaz dos bolcheviques, em seus últimos anos.

## Obras
As principais obras de Korolenko são:
- Son Makara (1885);
- O Músico Cego - no original Slepoi Muzykant (1886);
- Em má companhia - no originalV durnom obshchestve (1885) (1916);
- Les Shumit (1916);
- Reka igraet (1892) ;
- Za Ikonoi;
- Bez Yazyka (1895) ;
- Mgnovenie (1900) ;
- Siberian Tales (1901);
- Istoria moego sovremmenika